# خع مرر نبتي الأولى
خعمررنبتي الأولى ، هي ملكة مصر قديمة غير حاكمة أو زوجة ملك من الأسرة الرابعة. ربما كانت زوجة الملك خعفرع وأم الملك منكاورع والملكة خعمررنبتي الثانية. ومن الممكن أنها كانت ابنة الملك خوفو، على أساس أن النقوش تنسب لها لقب «ابنة الملك».

## حياتها
تم توحيد الملكة خعمررنبتي الأولى مع الأم الملكية الذي تم العثور على جزء من اسمها على سكين من الصوان في المعبد الجنائزي الخاص بالملك منكاورع. ويعتقد أنها كانت أم منكاورع وكانت متزوجة من الملك خعفرع.و لا توجد نقوش تذكرها صراحة بأنها زوجة خعفرع.
مقبرة غالارزا (مسماة باسم مكتشفها) في الجيزة ربما بنيت في الأصل لخعمررنبتي الأولى، ولكن تم الانتهاء منها لتدفن فيها ابنتها خعمررنبتي الثانية، وتعد النقوش في هذا القبر مصدراً هاماً للمعلومات عن خعمررنبتي الأولى. وشملت العتبة فوق المدخل إلى المحراب نقشاً يذكر كلاً من خعمررنبتي الأولى وابنتها خعمررنبتي الثانية:
"أم ملك الوجه القبلي والبحري، ابنة [ملك الوجه القبلي والبحري، وابنة الإله]، ومن ترى حور وست، عظيمة صولجان حتس، عظيمة الثناء، كاهنة چحوتي، كاهنة تاسيبيف، زوجة الملك ومن يحبها كثيرا، ابنة الملك من جسده، السيدة المبجلة، المكرمة أمام الإله العظيم، خعمررنبتي (الأولى).
و ابنتها الكبرى، التي ترى حورس وست، عظيمة صولجان حتس، عظيمة الثناء، كاهنة چحوتي، كاهنة تاسيبيف، من تجلس مع حور، قرينة المحبوب من السيدتين، أكثر زوجات الملك محبة لديه، ابنة الملك من جسده، السيدة المبجلة، المكرمة أمام والدها، خعمررنبتي (الثانية). (كالندر وجانوسي)"

و قد ذكر كاهن اسمه نيماعت رع في مقبرة غالارزا كذلك، وقبره قريب ويشار فيه إلى «الملكة الأم» أو «الأم الملكية».
و يقترح عالم الآثار باود أن مقبرة مجهولة مقطوعة في الصخر تم اكتشافها من قبل سليم حسن جنوب مقبرة رع ور قد تكون ملكا للملكة خعمررنبتي الأولى. كالندر وجانوسي يجادلان ضد هذا الأمر لمجموعة متنوعة من الأسباب.

## ألقابها
حملت الملكة خعمررنبتي الأولى الألقاب:
- عظيمة المديح.
- عظيمة صولجان حتس (المفضلة).
- من ترى حور وست.
- أم ملك الوجهين.
- ابنة الإله
- كاهنة الإله تحوت.
- كاهنة تياسيبف.
- زوجة الملك ومحبوبته.[4]